# علی علوب
علی علوب (انگلیسی: Ali Aloob؛ زادهٔ ۱ ژانویهٔ ۱۹۹۳) یک ورزشکار است.